# Dienstwohngebäude des Saalachkraftwerks
Das Dienstwohngebäude des Saalachkraftwerks ist ein Wohngebäude im Bad Reichenhaller Ortsteil Kirchberg, in dem sich früher Dienstwohnungen des Saalachkraftwerks befanden.
Das Dienstwohngebäude steht – wie auch das Saalachkraftwerk – unter Denkmalschutz und ist unter der Nummer D-1-72-114-250 in die Bayerische Denkmalliste eingetragen.

## Geschichte
Das Dienstwohngebäude des Saalachkraftwerks wurde 1910 erbaut und war damit der erste Teil des neuen Saalachkraftwerks, dessen Bau von 1910 bis 1913 dauerte. Im Gebäude befanden sich – wie der Name sagt – lange Zeit Dienstwohnungen für die im Kraftwerk tätigen Arbeiter und Angestellten der Bahn. Heute ist der Grundbesitz des Dienstwohngebäudes vom Kraftwerk losgelöst, das Gebäude wird als normales Wohnhaus genutzt.

## Beschreibung
Beim Dienstwohngebäude des Saalachkraftwerks handelt es sich um einen freistehenden, zweigeschossigen Bau mit abgewalmtem Dach in Quer- und Längsrichtung. Das Bauwerk mit Elementen des Neobarock wurde 1910 erbaut.

## Lage
Das Dienstwohngebäude des Saalachkraftwerks steht gut hundert Meter vom Saalachkraftwerk entfernt auf der westlichen Seite des Unterwasserkanals. Das Grundstück befindet sich an der Ecke Thumseestraße und der Straße Am Kraftwerk, direkt an der Kanalbrücke, die ebenfalls im Zuge des Kraftwerkbaus errichtet wurde.